# Skorpion złoty
Skorpion złoty, skorpion mandżurski (Mesobuthus martensii) – gatunek skorpiona z rodziny Buthidae, żyjącego w północno-wschodnich Chinach i Mandźurii, zamieszkującego przede wszystkim stepy, pastwiska i inne tereny trawiaste, Skorpion ten jest drapieżnikiem, żywiącym się bezkręgowcami, żyjącymi w ziemi, pod kamieniami lub pod gnijącymi resztkami roślin, które uśmierca za pomocą swojego jadu, który choć nie jest śmiertelny, jest niebezpieczny również dla człowieka. Długość skorpiona złotego może osiągać nawet 6 cm. Zgodnie z nazwą zwyczajową jego ciało jest złote, czasem lekko brązowe. Mieszanka trzech toksyn, wchodzących w skład jadu przedstawicieli tegoż gatunku jest od ponad tysiąca lat stosowana w tradycyjnej medycynie chińskiej.